# Burgerlijk mobilisatieboekje
Een burgerlijk mobilisatieboekje was een boekje met richtlijnen bestemd voor alle Belgische ambtenaren en openbare gezagsdragers in geval van oorlog en bezetting. Dit boekje werd gecreëerd door middel van het Koninklijk besluit van 17 maart 1936. Men wilde chaotische situaties zoals in de periode van 1914-1918 te vermijden en het bestuur te waarborgen door bevoegdheden te delegeren.
Dit boekje bevat onder andere de tekst van de wet van 5 maart 1935 betreffende de plichten van ambtenaren in oorlogstijd (de zgn. wet-Bovesse), wat hen opdraagt om tijdens de bezetting in functie te blijven. Daarnaast is ook de tekst van de Conventie van Den Haag (1907), een "memorie van toelichting" en richtlijnen over het "gedrag tegenover den vijand" opgenomen.
De richtlijnen over "het gedrag tegenover den vijand" geeft aan dat de ambtenaren een bevel van de bezetter dat "onverenigbaar is met de plichten van getrouwheid tegenover het vaderland" niet mogen uitvoeren. In dergelijke gevallen moeten ambtenaren te rade gaan bij hun hiërarchische overste die hen schriftelijk zal zeggen wat te doen. Het bepaalde wat de houding moest zijn van de  staats-, provincie- en gemeenteambtenaren. In deze richtlijnen waren straffen voorzien bij postverlating. Maar deze richtlijnen waren niet zo goed gekend; er was reeds 5 jaar tussen het verschijnen van de wetgeving en de Duitse inval en er waren heel wat uitzonderingen voorzien.
Tijdens de Duitse inval in mei 1940 werd de "wet-Bovesse" massaal geschonden door ambtenaren die zich schuldig maakten aan "postverlating" Gedurende de bezetting blijkt het burgerlijk mobilisatieboekje onvoldoende concrete oplossingen te bieden aan de bestuurders voor de vele Duitse opdrachten. Hierdoor was het bestuur vaak aangewezen tot improvisatie. De kennis van de Conventie van Den Haag werd hierdoor wel vrij ruim verspreid.